# Bisdom Legnica

Bisdommen in Polen
39. Aartsbisdom Wrocław
40. Bisdom Legnica
41. Bisdom Świdnica

Het bisdom Legnica (Latijn: Dioecesis Legnicensis, Pools: Diecezja Legnicka) is een in Polen gelegen rooms-katholiek bisdom met zetel in de stad Legnica. Het bisdom behoort tot de kerkprovincie Wrocław, en is samen met het bisdom Świdnica suffragaan aan het aartsbisdom Wrocław.

## Geschiedenis
Het bisdom werd op 25 maart 1992 door paus Johannes Paulus II met de apostolische constitutie "Totus Tuus Poloniae populus" opgericht uit gebieden van het aartsbisdom Wrocław (voorheen Breslau). Op 24 februari 2004 werden gebieden van Legnica afgestaan aan het nieuw opgerichte bisdom Świdnica.

## Bisschoppen van Legnica
- 1992–2005 Tadeusz Rybak
- 2005-2014 Stefan Cichy
- 2014-2021 Zbigniew Kiernikowski
- sinds 2021 Andrzej Siemieniewski

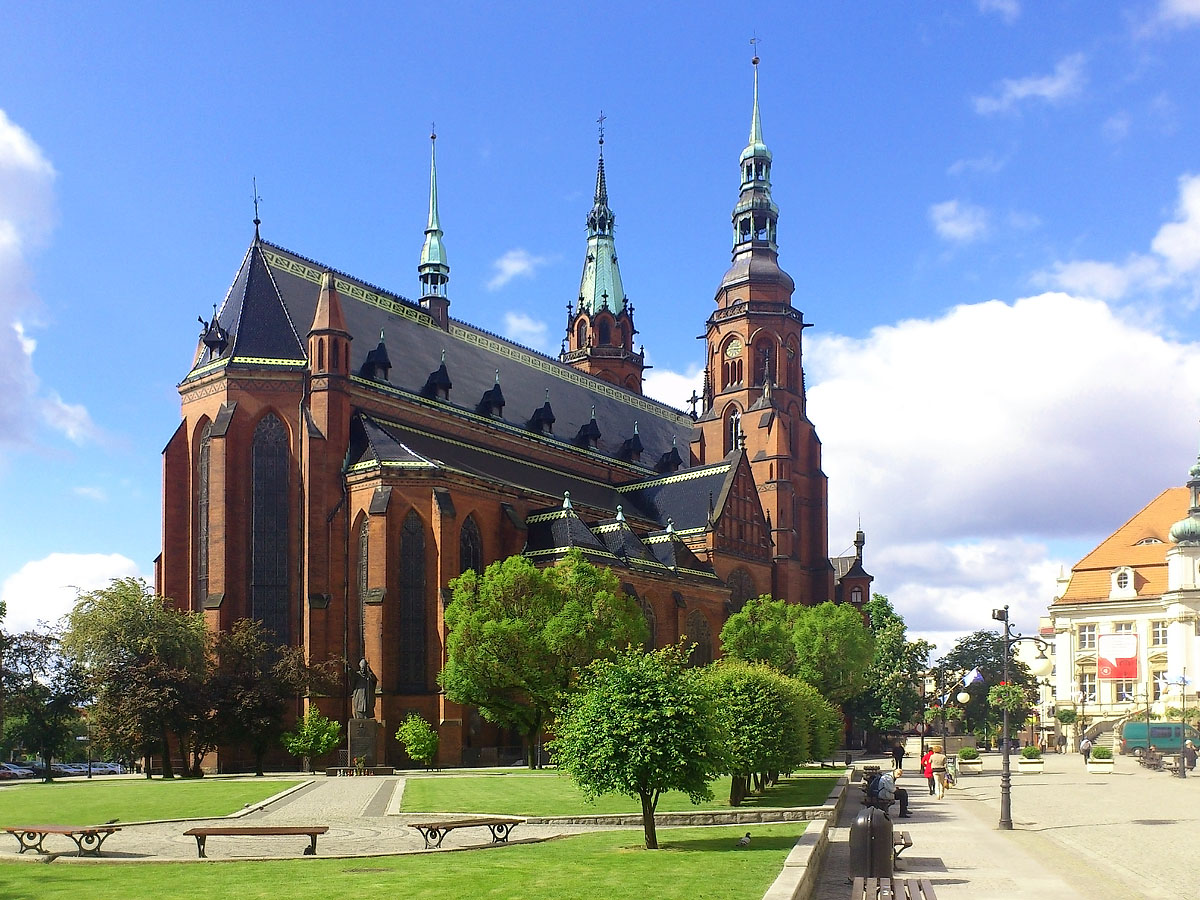
Petrus en Pauluskathedraal van Legnica
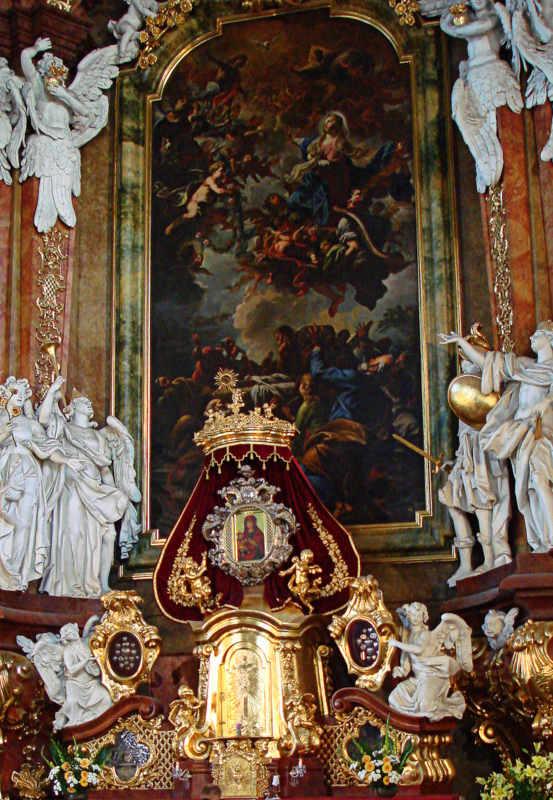
Krzeszów, basiliek van de Hemelvaart van de Heilige Maagd, hoogaltaar
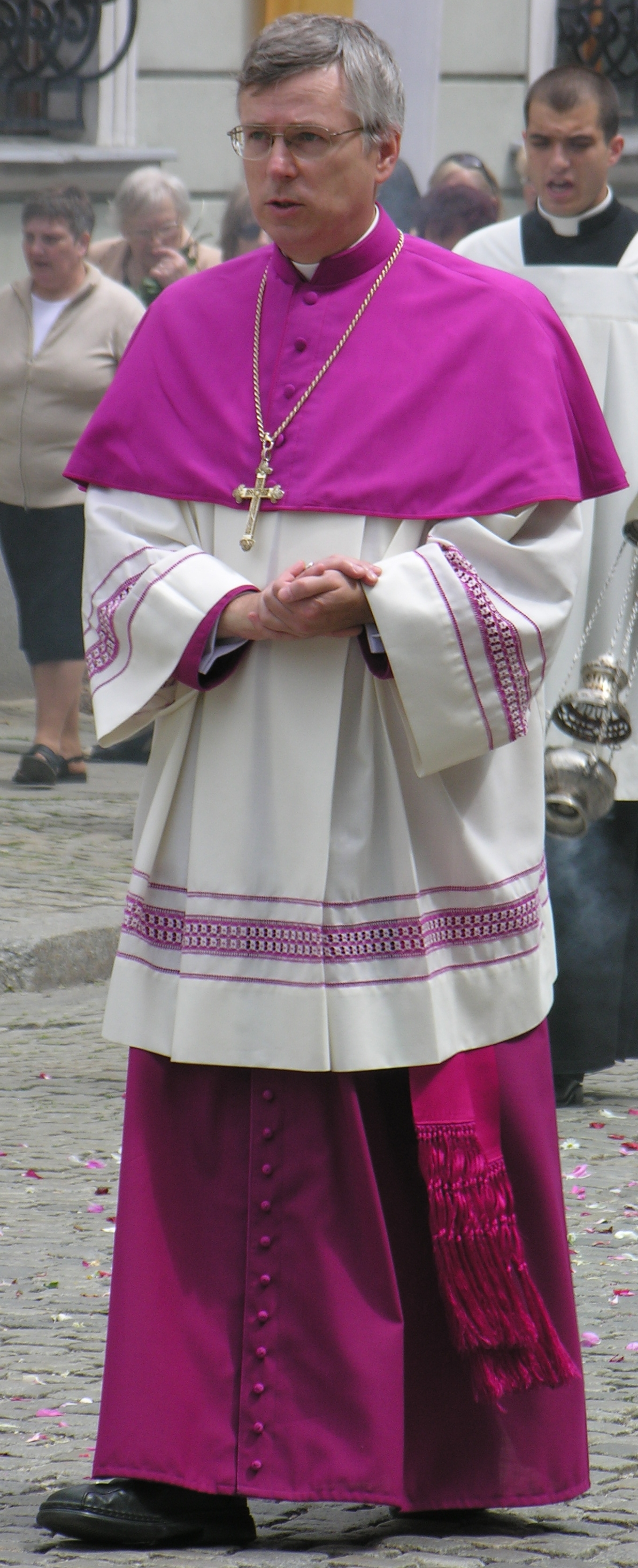
Bisschop Zbigniew Kiernikowski